# Conquesta francesa del Marroc
La conquesta francesa del Marroc va tenir lloc el 1911 després de l'incident d'Agadir, quan les forces marroquines van assetjar la ciutat de Fes, ocupada per França. El 30 de març de 1912, el soldà Abdelhafid del Marroc va signar el Tractat de Fes, cedint formalment la sobirania marroquina a França i transformant Marroc en un protectorat de França. Tanmateix, moltes regions van seguir en rebel·lió fins a 1934, quan Marroc va ser declarat pacificat, però en algunes d'elles l'autoritat francesa es va mantenir mitjançant la cooperació amb els caps locals i no la força militar.

## Antecedents
La preeminència de França al Marroc determinada a l'Entente Cordiale va ser confirmada per la Conferència d'Algesires de 1906, després de la Primera crisi marroquina de 1905-06.
Alemanya estava intranquil·la amb l'actitud francesa de fets consumats cap al protectorat, i va enviar a Agadir a la canonera Panther oficialment per defensar als seus nacionals (les empreses Atlasgesellchaft, Gondasi Gesellchaft, Marx & Co d'Hamburg i Mogador, i Germans Mannesmann), provocant l'anomenat "incident d'Agadir". L'1 de juliol la Panther va deixar el port, oficialment per ser reparada, i la va substituir al cap de cinc dies el creuer Berlin sota comandament del capità de fragata Löhleim; al cap de 8 dies aquest fou substituït per la canonera Ebrer. Aquesta situació fou aprofitada per les tribus d'Adrar, oposades a la intervenció estrangera, que van avançar l'agost cap a Houwara i Ulad Jahja Tarudant, i van intentar destruir la casbah del governador del Sus on hi havia tres representants de l'empresa dels germans Mannesmann. L'octubre França i Alemanya van arribar a un principi d'acord que va establir algunes compensacions econòmiques per a Alemanya al Congo Francès, que foren formalitzades el 4 de novembre, ratificada per l'entrevista a Berlín entre Kilderlen-Wachter i el delegat francès Jules Cambon (auxiliat pel seu germà Paul Cambon, ambaixador a Londres, per Barrère, ambaixador a Roma, i per Bertie, ambaixador britànic a París). La situació d'Alemanya era incomoda perquè Gran Bretanya i Rússia havien donat suport a França. El resultat final de l'acord era que Alemanya deixava a França les mans lliures al Marroc a canvi de territoris del Congo Francès, que conformarien el Nou Camerun i permetrien la sortida de les possessions alemanyes a l'Àfrica Centrals, i d'altres compensacions menors. L'aplicació del tractat en els aspectes litigiosos quedava sotmès a arbitratge. La ratificació de l'acord es va fer a París el 12 de març de 1912 i el pacte de protectorat es va signar a Fes el dia 30 de març de 1912. Com a representant, francès va signar l'ambaixador a Tànger, Regnault.

## La conquesta
El 27 d'abril de 1912 el general Lyautey va ser nomenat resident-general al Marroc i el cònsol francès a Fes, Gailard, fou nomenat secretari general. Les atribucions del resident general foren regulades per decret el 12 de juny. El tractat fou mal acollit per les tribus. El primer combat seriós fou el de Mahiridia contra els Beni Warain, amb 25 morts francesos a més de 100 ferits. Les tropes del sultà es van amotinar a Fes el 17 d'abril, i van arrossegar a 4000 homes (la guarnició francesa era de menys de 1500) amb el suport de la població. Els rebels havien preparat un complot en el qual el sultà havia de ser fet presoner a Rabat junt amb l'ambaixador Regnault que l'acompanyava, però el viatge del sultà i l'ambaixador a aquesta ciutat es va retardar i el pla va fracassar. Els francesos a Fes van quedar assetjats fins al dia 18 que hi va arribar el general Moinier amb forces procedents de Dardibiagh i Meknès; després de tres dies de lluita el general va entrar a la ciutat el dia 21, va declarar l'estat de setge i va imposar multes als que havien participat en la revolta. 15 oficials i 40 soldats francesos van morir en aquestos combats (a més de 74 ferits, i 13 civils morts); 48 marroquins foren condemnats a mort i afusellats, però això no va aturar la revolució en tot el país; una divisió de cavalleria del sultà de 175 homes va desertar i es va unir a les tribus berbers revoltades vora Fes; Lyautey va demanar reforços; el 26 i 27 de maig Fes fou atacada i ocupada en part; el govern francès va decidir l'enviament de noves forces (es va passar de 35000 a 47000 homes). El coronel (després general) Gouraud va poder rebutjar finalment als atacants el 5 de juny, i llavors el sultà i Regnault van poder viatjar a Rabat.
A finals de juliol les forces del general Dalbiez operaven al sud i sud-oest de Fes i les de Gouraud al nord-oest i est, amb base a Sefru, i van aconseguir expulsar a les tribus rebels de tota la zona. Diversos pretendents (roghis) havien sorgit arreu, i la revolta afectava a tot el territori de Dukkala entre Marràqueix i Mazagan. El 25 d'agost el cap rebel Al-Hiba va ocupar Marrakech i va agafar als francesos de la ciutat incloent el cònsol i el vicecònsol. Lyautey va haver d'enviar a Marrakech al coronel Mangin, que va entrar a la ciutat el 7 de setembre. Al-Hiba havia provocat en poc temps l'oposició de la població per les seves mesures poc encertades, i els caids Al-Galoui i Mtugi van donar ara suport als francesos, amb els que abans no simpatitzaven, i van provocar un aixecament que va salvar als presoners francesos i va obligar a Al-Hiba a fugir cap al sud; els francesos van ocupar també Safi i Mogador.
La qüestió de l'assignació de despeses pel sultà fou negociada per aquest intentat cobrar el màxim possible. Quan va demanar una pensió complementària, se li va concedir a canvi d'abdicar. Finalment va abdicar l'11 d'agost i fou substituït pel seu germà Muley Yusuf, coronat el dia 13. Espanya al·legava el tractat secret del 3 d'octubre del 1904 per l'ocupació de Larraix i Alcázarseguir, però França exigia compensacions i en concret la Vall de l'Aigua (ocupada el 1908) i la vall d'Uerga; altres litigis afectaven a l'administració de duanes i al ferrocarril Tànger-Fes. Finalment els dos estats van signar un acord a Madrid el 27 de novembre de 1912, que a grans trets reconeixia la sobirania (no l'anomenava protectorat) espanyola a la part nord-occidental del Marroc.
L'anomenat corredor de Taza al sud de Fes va romandre agitat, però tant aquesta regió com la part occidental del protectorat van quedar ocupats la primavera del 1913. El maig de 1914 fou ocupada Taza i el juny els francesos van entrar a Kenitra centre de les tribus zaias rebels.

## Conseqüències
Mitjançant el Tractat Hispano-francès signat el 27 de novembre de 912, França va reconèixer a Espanya el territori de la zona nord del Marroc, establint-se el protectorat espanyol, amb capital a Tetuan. S'establien els límits entre les zones francesa i espanyola al nord del riu Uarga. Mitjançant reial decret de 27 de febrer de 1913 es va establir la seva organització.
El Protectorat francès del Marroc es va acabar amb la independència el 2 de març de 1956.